# فرودگاه تک‌بانده کایانا
فرودگاه تک‌بانده کایانا (به انگلیسی: Cayana Airstrip) یک فرودگاه همگانی با کد یاتا AAJ است . این فرودگاه در کشور سورینام قرار دارد .